# Crip Walk
Crip Walk, cunoscută și sub numele de C-Walk, este o mișcare de dans care a fost creată în anii 1970 de către membrul Crip din prima generație „Ursul de zahăr” și de atunci s-a răspândit în întreaga lume. Dansul este în primul rând un act de a efectua lucrări de picioare rapide și complicate.
Rivalitatea dintre Crips și Bloods s-a revărsat în lumea divertismentului, odată cu adoptarea dansului bandelor de către diferiți rapperi de pe coasta de vest a Statelor Unite, care i-au dat numele, Crip Walk. Acest dans implică mișcarea picioarelor, în mod clasic la ortografia C-R-I-P (consultați C Walk). A fost folosit de Crips la petreceri pentru a afișa afilierea, în special față de banda rivală Bloods. De asemenea, a fost folosit după uciderea cuiva pentru a da omorului o semnătură Crip. MTV a refuzat să difuzeze orice videoclipuri muzicale care conțin Crip Walk. Crip Walk a luat naștere în anii 1970 în Compton, o suburbie din Los Angeles, California. Plimbarea Crip este adesea menționată în multe melodii rap, inclusiv piese Xzibit precum „Get Your Walk On” și „Hood Hop” de J-Kwon. C-Walk a fost inițial un dans simbolic strict pentru membrii bandelor Crip la începutul anilor 1980 în South Central Los Angeles, însă la începutul anilor 1990 dansul evoluase într-un dans popular de hip-hop. Dansul a fost folosit inițial de către membrii Crip pentru a le explica numele și alte simboluri Crip. Membrii bandelor ar spune adesea cuvântul „Sânge”, numele bandei lor rivale, înainte de a-l tăia cu o mișcare agilă a picioarelor. Se crede că Crip Walk a fost folosit ca un semnal pentru inițierea jafurilor - un punct de supraveghere ar cerceta o locație în timp ce alți membri ai Cripului au urmărit și au așteptat ca C-Walk să semnaleze că coasta este liberă. Se crede, de asemenea, că Crip Walk a fost efectuată la scurt timp după uciderea unui membru al bandei rivale.